# Hiroshi Soejima
Hiroshi Soejima (副島 博志; Prefettura di Saga, 26 luglio 1959) è un ex calciatore giapponese, di ruolo centrocampista.

## Statistiche

### Presenze e reti nei club
| Stagione | Squadra         | Campionato | Campionato | Campionato |
| Stagione | Squadra         | Comp       | Pres       | Reti       |
| -------- | --------------- | ---------- | ---------- | ---------- |
| 1980     | Yanmar Diesel   | JSL1       | 18         | ?          |
| 1981     | Yanmar Diesel   | JSL1       | ?          | ?          |
| 1982     | Yanmar Diesel   | JSL1       | ?          | ?          |
| 1983     | Yanmar Diesel   | JSL1       | ?          | ?          |
| 1984     | Yanmar Diesel   | JSL1       | ?          | ?          |
| 1985-86  | Yanmar Diesel   | JSL1       | ?          | ?          |
| 1986-87  | Yanmar Diesel   | JSL1       | ?          | ?          |
| 1987-88  | Yanmar Diesel   | JSL1       | ?          | ?          |
| 1988-89  | Yanmar Diesel   | JSL1       | ?          | ?          |
| 1989-90  | Yanmar Diesel   | JSL1       | 11         | 0          |
| 1990-91  | Yanmar Diesel   | JSL1       | 7          | 0          |
|          | Totale          |            | 167        | 6          |
| 1991-92  | Sumitomo Metals | JSL2       | 15         | 0          |
|          | Totale          |            | 15         | 0          |

## Palmarès

### Giocatore

#### Competizioni nazionali
- Japan Soccer League Cup: 2

Yanmar Diesel: 1983, 1984